# Maangrar
Maangrar är en ö i Marshallöarna.   Den ligger i kommunen Arnoatollen, i den sydöstra delen av Marshallöarna, 50 km öster om huvudstaden Majuro. Arean är 0,15 kvadratkilometer.
Terrängen på Maangrar är platt. Öns högsta punkt är 13 meter över havet. Den sträcker sig 0,3 kilometer i nord-sydlig riktning, och 0,7 kilometer i öst-västlig riktning.